# Ère Ninji
L'ère Ninji (仁治), aussi appelée Jinji, est une des ères du Japon (年号, nengō, lit. « nom de l'année ») après l'ère En'ō et avant l'ère Kangen. Cette ère couvre la période allant du mois d'août 1240 au mois de janvier 1243. Les empereurs régnants sont Shijō-tennō (四条天皇) et Go-Saga-tennō (後嵯峨天皇)

## Changement d'ère
- 1240 Ninji gannen (仁治元年?) : Le nom de la nouvelle ère est créé pour marquer un événement ou une succession d'événements. La précédente ère se termine quand commence la nouvelle, en En'ō 2.

## Événements de l'ère Ninji
- 1242 (Ninji 3, 10e jour du1re mois) : Durant la 10e année du règne de Shijō-tennō(四条天皇10年), l'empereur meurt soudainement et malgré un litige relatif à la personne de celui qui doit lui succéder comme souverain, les juristes contemporains jugent que la succession (senso)[3] est reçu par le deuxième fils de l'ancien empereur Tsuchimikado[4].
- 1242 (Ninji 3, 5e mois) : L'empereur Go-Saga est déclaré avoir accédé au trône (sokui)[5].
- 14 juillet 1242 (Ninji 3, 15e jour du 6e mois) : Hōjō Yasutoki meurt à l'âge de 60 ans. Depuis Gennin 1, c'est-à-dire durant 19 ans, Yasutoki a été le shikken du shogunat de Kamakura. Hōjō Tsunetoki, le fils de Yasutoki, lui succède en tant que shikken mais Kujō Yoritsune prend lui-même la responsabilité du bakufu[6].

| Ninji     | 1re  | 2e   | 3e   | 4e   |
| Grégorien | 1240 | 1241 | 1242 | 1243 |